# Nikoloz Basilashvili
Nikoloz Basilashvili, né le 23 février 1992 à Tbilissi, est un joueur de tennis géorgien, professionnel depuis 2008. Il comptabilise cinq titres sur le circuit ATP.

## Carrière

### Débuts
Nikoloz Basilashvili commence à jouer au tennis à l'âge de 5 ans. Arrivé sur le circuit en 2008, sa surface préférée est alors le dur.
En 2015, à Wimbledon, il atteint le troisième tour en passant par les qualifications et en battant dans le tableau Facundo Bagnis et la tête de série no 15 Feliciano López avant de perdre face à Roberto Bautista-Agut.
Son palmarès sur le circuit secondaire est plus important. Il a alors remporté cinq tournois sur le circuit Challenger en simple : Karchi en 2014, Ra'anana et Scheveningenen en 2015, Canton et Heilbronn en 2016.
En juillet 2016, il atteint la première finale de sa carrière sur le circuit ATP au tournoi de Kitzbühel, mais perd contre l'Italien Paolo Lorenzi (3-6, 4-6). La même année, il représente son pays aux Jeux olympiques en participant à l'épreuve du simple. En octobre, il se qualifie pour le tableau final de l'Open de Vienne où il bat au premier tour le 10e mondial Tomáš Berdych (6-4, 65-7, 7-5).

### 2017: finale à Memphis et troisième tour à Roland-Garros
Début février, à Memphis, il atteint une deuxième finale ATP en battant notamment la tête de série no 1 Ivo Karlović. Il perd en finale face à Ryan Harrison.
À Roland-Garros, il atteint pour la deuxième fois un troisième tour en Grand Chelem, après celui de Wimbledon en 2015. Il bat Gilles Simon et Viktor Troicki avant de se faire balayer par Rafael Nadal sur le score de 6-0, 6-1, 6-0.

### 2018: titres aux ATP 500 de Hambourg et Pékin et 1/8 de finale à l'US Open
À l'Open d'Australie, Nikoloz Basilashvili atteint une nouvelle fois le troisième tour en Grand Chelem en passant Gerald Melzer et Ruben Bemelmans avant d'être vaincu par Kyle Edmund. 
Il gagne son premier tournoi à Hambourg, de catégorie ATP 500, en passant Philipp Kohlschreiber, Pablo Cuevas, Pablo Carreño Busta (tête de série no 3), Nicolás Jarry et Leonardo Mayer, vainqueur deux fois du tournoi, en finale 6-4, 0-6, 7-5.
À l'US Open, il atteint pour la première fois les huitièmes de finale en Grand Chelem. Il bat Aljaž Bedene, la tête de série no 16 Jack Sock, Guido Pella mais est arrêté encore une fois par Rafael Nadal, sur le score plus accroché de 6-3, 6-3, 6-7, 6-4.
Il continue sur cette lancée en remportant le tournoi de Pékin, autre tournoi de la catégorie ATP 500, en battant coup sur coup Jack Sock tête de série no 6, Fernando Verdasco, Malek Jaziri, Kyle Edmund tête de série no 5 et en finale Juan Martín del Potro, tête de série no 1 et récent finaliste à l'US Open sur le score de 6-4, 6-4.

### 2019:2etitre à Hambourg et meilleur classement en carrière
À l'Open d'Australie, il atteint une nouvelle fois le troisième tour en passant Christopher Eubanks et Stefano Travaglia en 5 sets avant de butter sur Stéfanos Tsitsipás en 4 manches.
À Lyon, en tant que tête de série no 1 il atteint les demi-finales après avoir battu les Français Tristan Lamasine et Jo-Wilfried Tsonga avant d'être vaincu par le jeune Canadien Félix Auger-Aliassime.
Il regagne une nouvelle fois l'ATP 500 de Hambourg en battant Hugo Dellien, Juan Ignacio Londero, Jérémy Chardy, Alexander Zverev no 5 mondial et en finale le Russe Andrey Rublev. Quelques semaines après, il atteint le troisième tour à l'US Open pour la deuxième année de suite, mais s'y incline cette fois-ci contre Dominik Köpfer, en quatre sets. Il termine la saison à la 26e place mondiale.

### 2020: année perturbée par la pandémie mondiale
Il commence la saison à l'ATP Cup, et enchaîne avec l'Open d'Australie, où il est battu au deuxième tour par Fernando Verdasco. Le reste de la saison est perturbé par la pandémie mondiale. 

### 2021: deux titres ATP et première finale en Masters 1000
À Doha (ATP 250), il s'impose au deuxième tour contre Roger Federer, de retour après un an d'absence, dans un match en 3 sets (3-6, 6-1, 7-5) dans lequel il doit sauver une balle de match. Il remporte le tournoi en battant Roberto Bautista Agut en finale en 2 sets (7-65, 6-2). Il remporte aussi le Tournoi de tennis de Munich (ATP 250), en battant Jan-Lennard Struff en 2 sets (6-4, 7-6). 
Après un troisième tour à l'US Open, où il est dominé par le local Reily Opelka, le Géorgien tire son épingle du jeu lors du Masters 1000 d'Indian Wells, exceptionnellement disputé en septembre-octobre en raison de la pandémie de coronavirus. Il bat successivement Karen Khachanov (6-4, 7-66), Stéfanos Tsitsipás (6-4, 2-6, 6-4) et Taylor Fritz (7-66, 6-3) pour une place en finale, sa première dans cette catégorie de tournoi. Il la perd néanmoins, battu par le Britannique Cameron Norrie, malgré le gain du premier set (6-3, 4-6, 1-6). Basilashvili termine l'année 2021 à la 22e place du classement mondial. 

### 2022: nouvelle finale à Doha et chute au classement
Pour la défense de son titre à Doha, le Géorgien retrouve Roberto Bautista-Agut en finale. L'Espagnol prend sa revanche sur la finale de la dernière édition, en s'imposant en deux sets (3-6, 4-6). À Wimbledon, Basilashvili atteint le troisième tour, comme en 2015, mais s'incline contre Tim van Rijthoven, détenteur d'une invitation. En dehors de ces deux résultats, les résultats du Géorgien sont trop mitigés et il termine l'année 2022 pratiquement en dehors du top 100 mondial.  

## Vie personnelle
En mai 2020, il est accusé d'actes de violence envers son ex-femme, en présence d'un mineur. Dans un premier temps, il ne s'exprime pas publiquement, puis il finit par nier les faits. Ses avocats déclarent plus tard : « Les allégations de violence domestique présentées contre notre client par son ex-épouse le 23 mai 2020 sont fausses et dénuées de fondement, explique son conseil. Pour le moment, nous ne sommes pas en mesure de divulguer tous les documents de l'enquête car l'affaire concerne un mineur. Mais nous voudrions assurer aux fans de Nikoloz Basilashvili que les séquences vidéo déjà soumises au tribunal témoignent de la position de notre client et le déchargent pleinement des allégations mensongères susmentionnées. ».
Il est acquitté en octobre 2022 par le tribunal municipal de Tbilissi, puis à nouveau en juillet 2023 par la cour d'appel de Tbilissi,.

## Palmarès

### Titres en simple messieurs
| No | Date       | Nom et lieu du tournoi                | Catégorie | Dotation    | Surface      | Finaliste             | Score         |          |
| -- | ---------- | ------------------------------------- | --------- | ----------- | ------------ | --------------------- | ------------- | -------- |
| 1  | 23-07-2018 | German Tennis Championships, Hambourg | ATP 500   | 1 619 935 € | Terre (ext.) | Leonardo Mayer        | 6-4, 0-6, 7-5 | Parcours |
| 2  | 01-10-2018 | China Open, Pékin                     | ATP 500   | 3 401 860 $ | Dur (ext.)   | Juan Martín del Potro | 6-4, 6-4      | Parcours |
| 3  | 22-07-2019 | Hambourg European Open, Hambourg      | ATP 500   | 1 855 490 € | Terre (ext.) | Andrey Rublev         | 7-5, 4-6, 6-3 | Parcours |
| 4  | 08-03-2021 | Qatar ExxonMobil Open, Doha           | ATP 250   | 1 050 570 $ | Dur (ext.)   | Roberto Bautista-Agut | 7-65, 6-2     | Parcours |
| 5  | 26-04-2021 | BMW Open, Munich                      | ATP 250   | 419 470 €   | Terre (ext.) | Jan-Lennard Struff    | 6-4, 7-65     | Parcours |

### Finales en simple messieurs
| No | Date       | Nom et lieu du tournoi         | Catégorie    | Dotation    | Surface      | Vainqueur             | Score         |          |
| -- | ---------- | ------------------------------ | ------------ | ----------- | ------------ | --------------------- | ------------- | -------- |
| 1  | 18-07-2016 | Generali Open, Kitzbühel       | ATP 250      | 463 520 €   | Terre (ext.) | Paolo Lorenzi         | 6-3, 6-4      | Parcours |
| 2  | 13-02-2017 | Memphis Open, Memphis          | ATP 250      | 642 750 $   | Dur (int.)   | Ryan Harrison         | 6-1, 6-4      | Parcours |
| 3  | 07-10-2021 | BNP Paribas Open, Indian Wells | Masters 1000 | 8 359 455 $ | Dur (ext.)   | Cameron Norrie        | 3-6, 6-4, 6-1 | Parcours |
| 4  | 14-02-2022 | Qatar ExxonMobil Open, Doha    | ATP 250      | 1 071 030 $ | Dur (ext.)   | Roberto Bautista-Agut | 6-3, 6-4      | Parcours |

## Parcours dans les tournois duGrand Chelem

### En simple
| Année | Open d'Australie | Open d'Australie   | Internationaux de France | Internationaux de France | Wimbledon       | Wimbledon         | US Open         | US Open         |
| ----- | ---------------- | ------------------ | ------------------------ | ------------------------ | --------------- | ----------------- | --------------- | --------------- |
| 2015  | —                | —                  | 1er tour (1/64)          | T. Kokkinakis            | 3e tour (1/16)  | R. Bautista-Agut  | 1er tour (1/64) | Feliciano López |
| 2016  | 1er tour (1/64)  | Roger Federer      | 1er tour (1/64)          | Kyle Edmund              | —               | —                 | —               | —               |
| 2017  | 1er tour (1/64)  | P. Kohlschreiber   | 3e tour (1/16)           | Rafael Nadal             | 2e tour (1/32)  | Sam Querrey       | 1er tour (1/64) | Jared Donaldson |
| 2018  | 3e tour (1/16)   | Kyle Edmund        | 1er tour (1/64)          | Gilles Simon             | 1er tour (1/64) | Gilles Simon      | 1/8 de finale   | Rafael Nadal    |
| 2019  | 3e tour (1/16)   | Stéfanos Tsitsipás | 1er tour (1/64)          | J. I. Londero            | 2e tour (1/32)  | Daniel Evans      | 3e tour (1/16)  | Dominik Köpfer  |
| 2020  | 2e tour (1/32)   | Fernando Verdasco  | 1er tour (1/64)          | Thiago Monteiro          | Annulé          | Annulé            | 1er tour (1/64) | John Millman    |
| 2021  | 1er tour (1/64)  | Tommy Paul         | 2e tour (1/32)           | Carlos Alcaraz           | 1er tour (1/64) | Andy Murray       | 3e tour (1/16)  | Reilly Opelka   |
| 2022  | 1er tour (1/64)  | Andy Murray        | 2e tour (1/32)           | Mackenzie McDonald       | 3e tour (1/16)  | Tim van Rijthoven | 1er tour (1/64) | Wu Yibing       |
| 2023  | 1er tour (1/64)  | Taylor Fritz       | —                        | —                        | —               | —                 | —               | —               |
|       |                  |                    |                          |                          |                 |                   |                 |                 |
| 2025  | 1er tour (1/64)  | Jakub Menšík       | 1er tour (1/64)          | Henrique Rocha           | 2e tour (1/32)  | Lorenzo Sonego    |                 |                 |

N.B. : à droite du résultat se trouve le nom de l'ultime adversaire.

### En double messieurs
| Année | Open d'Australie                                                                          | Open d'Australie                                                                      | Internationaux de France                                                              | Internationaux de France                                                             | Wimbledon                                                                                        | Wimbledon | US Open | US Open |
| ----- | ----------------------------------------------------------------------------------------- | ------------------------------------------------------------------------------------- | ------------------------------------------------------------------------------------- | ------------------------------------------------------------------------------------ | ------------------------------------------------------------------------------------------------ | --------- | ------- | ------- |
| 2017  | —                                                                                         | —                                                                                     | 1er tour (1/32) Matt Reid \|\| style="text-align:left;" \| A. Begemann P. Oswald      | 1er tour (1/32) A. Haider-Maurer \|\| style="text-align:left;" \| Hugo Nys A. Šančić | 1er tour (1/32) A. Haider-Maurer \|\| style="text-align:left;" \| J. Benneteau É. Roger-Vasselin |           |         |         |
| 2018  | 1er tour (1/32) A. Haider-Maurer \|\| style="text-align:left;" \| Leander Paes Purav Raja | 2e tour (1/16) J. Millman \|\| style="text-align:left;" \| Nikola Mektić A. Peya      | —                                                                                     | —                                                                                    | —                                                                                                | —         |         |         |
|       |                                                                                           |                                                                                       |                                                                                       |                                                                                      |                                                                                                  |           |         |         |
| 2020  | —                                                                                         | —                                                                                     | 1er tour (1/32) Radu Albot \|\| style="text-align:left;" \| L. Mayer Guido Pella      | Annulé                                                                               | Annulé                                                                                           | —         | —       |         |
| 2021  | 1er tour (1/32) A. Begemann \|\| style="text-align:left;" \| J. S. Cabal Robert Farah     | 1er tour (1/32) A. Begemann \|\| style="text-align:left;" \| R. Bopanna Franko Škugor | 1er tour (1/32) Radu Albot \|\| style="text-align:left;" \| M. Fucsovics S. Travaglia | —                                                                                    | —                                                                                                |           |         |         |
| 2022  | 1er tour (1/32) M. Kecmanović \|\| style="text-align:left;" \| Rajeev Ram J. Salisbury    | 1er tour (1/32) João Sousa \|\| style="text-align:left;" \| M. Kecmanović N. Monroe   | 1/8 de finale Radu Albot \|\| style="text-align:left;" \| J. S. Cabal Robert Farah    | 1er tour (1/32) H. Hach Verdugo \|\| style="text-align:left;" \| N. Godsick E. Quinn |                                                                                                  |           |         |         |

N.B. : le nom du partenaire se trouve sous le résultat ; les noms des ultimes adversaires se trouvent à droite.

## Parcours dans lesMasters 1000
| Année | Indian Wells           | Miami                  | Monte-Carlo            | Madrid              | Rome                   | Canada                   | Cincinnati                 | Shanghai                 | Paris                 |
| ----- | ---------------------- | ---------------------- | ---------------------- | ------------------- | ---------------------- | ------------------------ | -------------------------- | ------------------------ | --------------------- |
| 2016  | —                      | —                      | —                      | —                   | —                      | —                        | 1er tour D. Goffin         | —                        | —                     |
| 2017  | 1er tour D. King       | 1er tour T. Robredo    | 1er tour R. Bautista   | —                   | —                      | 1er tour E. Escobedo     | 1/8 de finale J. Donaldson | 1er tour J. M. del Potro | —                     |
| 2018  | 1er tour T. Sandgren   | 2e tour K. Anderson    | —                      | 1er tour G. Monfils | 2e tour N. Djokovic    | —                        | —                          | 2e tour A. Zverev        | 2e tour K. Anderson   |
| 2019  | 2e tour P. Gunneswaran | 1/8 de finale F. Auger | 1er tour M. Fucsovics  | 1er tour F. Tiafoe  | 1/8 de finale R. Nadal | 1/8 de finale A. Zverev  | 1er tour A. Rublev         | 1/8 de finale D. Thiem   | 1er tour Radu Albot   |
| 2020  | n.o.                   | n.o.                   | n.o.                   | n.o.                | 1er tour L. Sonego     | n.o.                     | 1er tour F. Auger          | n.o.                     | 1er tour J.-L. Struff |
| 2021  | Finale C. Norrie       | 2e tour M. Ymer        | 1er tour F. Krajinović | 1er tour B. Paire   | 1er tour M. Berrettini | 1/8 de finale H. Hurkacz | 1er tour F. Fognini        | n.o.                     | 1er tour A. Mannarino |
| 2022  | 3e tour C. Norrie      | 2e tour J. Brooksby    | 1er tour G. Dimitrov   | 2e tour C. Alcaraz  | 2e tour D. Shapovalov  | —                        | 1er tour M. McDonald       | n.o.                     | 2e tour L. Musetti    |
| 2023  | 1er tour P. Cachín     | —                      | —                      | —                   | —                      | —                        | —                          | —                        | —                     |
|       |                        |                        |                        |                     |                        |                          |                            |                          |                       |
| 2025  | 1er tour M. Giron      | —                      | —                      | —                   | —                      |                          |                            |                          |                       |

N.B. : sous le résultat se trouve le nom de l’ultime adversaire.

## Victoires sur le top 10
Toutes ses victoires sur des joueurs classés dans le top 10 de l'ATP lors de la rencontre.
| Légende      |
| ------------ |
| Grand Chelem |
| Masters 1000 |
| 500 Series   |
| 250 Series   |
| Coupe Davis  |

| # | N.B.   | Tournoi      | Année | Surface      | Adversaire            | Rang  | Tour   | Score              |
| - | ------ | ------------ | ----- | ------------ | --------------------- | ----- | ------ | ------------------ |
| 1 | no 107 | Vienne       | 2016  | Dur (int.)   | Tomáš Berdych         | no 10 | 1/16   | 6-4, 65-7, 7-5     |
| 2 | no 87  | Sofia        | 2017  | Dur (int.)   | Dominic Thiem         | no 8  | 1/8    | 6-4, 6-4           |
| 3 | no 34  | Pékin        | 2018  | Dur          | Juan Martín del Potro | no 4  | Finale | 6-4, 6-4           |
| 4 | no 16  | Hambourg     | 2019  | Terre battue | Alexander Zverev      | no 5  | 1/2    | 6-4, 4-6, 7-65     |
| 5 | no 42  | Doha         | 2021  | Dur          | Roger Federer         | no 6  | 1/4    | 3-6, 6-1, 7-5      |
| 6 | no 36  | Indian Wells | 2021  | Dur          | Stéfanos Tsitsipás    | no 3  | 1/4    | 6-4, 2-6, 6-4      |
| 7 | no 25  | Halle        | 2022  | Gazon        | Andrey Rublev         | no 8  | 1/16   | 7-61, 6-4          |
| 8 | no 126 | Wimbledon    | 2025  | Gazon        | Lorenzo Musetti       | no 7  | 1/64   | 6-2, 4-6, 7-5, 6-1 |

## Classements ATP en fin de saison
| Année          | 2008 | 2009 | 2010 | 2011 | 2012 | 2013 | 2014 | 2015 | 2016 | 2017 | 2018 | 2019 | 2020 | 2021 | 2022 | 2023 | 2024 |
| Rang en simple | 1228 | 557  | 634  | 592  | 316  | 371  | 192  | 104  | 94   | 59   | 21   | 26   | 40   | 22   | 92   | 594  | 209  |
| Rang en double | –    | –    | 846  | 1205 | 1414 | 812  | 647  | 591  | 1206 | –    | 197  | 191  | 250  | 351  | 843  | –    | –    |

Source : (en) Classements de Nikoloz Basilashvili sur le site officiel de la Fédération internationale de tennis